# Kmetstvo
Riječ kmet dolazi od latinske riječi u franačkom značenju »čovjek iz kraljeve ili velikaševe pratnje«. Kmetstvo je vrsta ropstva koje je većinom bilo prisutno u Europi. Nastalo je krajem Srednjeg vijeka i u nekim zemljama ostalo je prisutno sve do sredine 19. stoljeća.

## Ekonomski i socio-politički model
Osnovni preduvjet za nastanak kmetstva, kao i feudalizma, jest društvo čija je ekonomija ovisna o vlasništvu zemlje, a čija je osnovna privredna grana poljoprivreda. Drugi uvjet nastanka feudalizma jesu slabe i nestabilne države koje nisu bile u stanju osigurati teritorijalni integritet prema vani, a isto tako i slaba upravna, izvršna i zakonodavna vlast unutar države. Zbog slabe unutarnje državne uprave u mnogim zemljama postojala je razina bezvlašća koja je onemogućavala razvoj države i društva.
U početku se feudalno društvo temelji na seoskim općinama u kojima je sva zemlja bila zajednička. Zemlja ima najveću vrijednost i osnova je proizvodnje srednjovjekovnog svijeta. S vremenom, zbog promjene cijena, vremenskih nepogoda, i ratova, stanje slobodnih seljaka se mijenja u seoskim općinama.
Zbog nasilja i bezvlašća slobodni seljaci nisu uvijek bili u stanju zaštititi se od lokalnih vojnih vođa te različitih skitalačkih bandi. Slabljenjem seoskih općina i osiromašenjem njihove zemljišne podloge seljaci postupno prelaze na vlastelinske zemljišne posjede pod zaštitu lokalnih vojnih vođa kojima su u zamjenu davali svoju zemlju. Vojni su vođe, kao gospodari te zemlje, vraćali seljacima tu istu zemlju, ali u zamjenu za radnu snagu i dio plodova.

### Klasni sistem
U razdoblju feudalnog društvenog poretka piramidalna oblika, kmetovi su se nalazili na dnu društvene ljestvice. Položaj kmeta također je ovisio o položaju onoga kojemu je on bio podložan, na primjer kmet koji je bio podložan kralju tzv. »kraljev kmet« imao je bolji položaj nego recimo kmet običnoga plemića, koji se nalazio na znatno nižem položaju. Kmetstvo je bilo gospodarski temelj cijeloga feudalnog sustava.

### Obveze
Ulaskom o ovaj odnos s lokalnim vojskovođama slobodni seljaci postajali kmetovima gospodara zemlje. S obzirom na to da je vlastelinska zemlja bila podijeljena na alodijalni posjed koji kmetovi određeni broj dana u godini obrađuju za vlastelina i na kmetska selišta, koja je vlastelin davao na obradu seljacima, postojale su tri glavne vrste kmetskih davanja: 
- radna renta (tlaka),
- davanja u naturi,
- davanja u novcu.

Porezne obveze seljaka kmetova razlikovale su se od vlastelinstva do vlastelinstva, no njihova davanja svodila su se na jednu devetinu priroda od zemlje koji se davao feudalcu i jedne desetine koji se davao Crkvi. 
Ova sva davanja i podmirivanja nametala su se kmetovima bez obzira na klimatske uvjete, nerodne godine i bolesti koje su nerijetko strahovito pogađale ionako pothranjeno stanovništvo. 
Osim ovih daća, seljak je bio dužan i plaćati porez državi koji je mogao biti redovni i izvanredni. Isto tako kmetovi su imali zabranu »izvanjske ženidbe«, tj. ugovaranja ženidbe s osobom koja nije bila na istom društvenom položaju i ovisna o istom senioru (osim ako nije postojalo posebno odobrenje, koje se plaćalo veoma skupo). I napokon, neke vrste poreza na baštinu. U pikardijskim i flamanskim zemljama to je »pravo mrtve ruke« obično poprimalo oblik redovite nasljedne daće, pri čemu je senior povodom svake smrti ubirao ili kakvu manju svotu novca ili, češće, uzimao komad pokućstva ili najbolju glavu stoke. Drugdje se ono temeljilo na priznavanju obiteljske zajednice: ako je pokojnik imao sinova (ponekad može i braće) koji su s njim živjeli oko istog »ognjišta«, onda senior nije dobivao ništa; u suprotnom slučaju, oduzimao je sve. Potkraj srednjeg vijeka, položaj kmetova sve se više pogoršavao zbog teških obveza te potpune podređenosti samovolji i zlostavljanju feudalnog gospodara.